# DataPlay
DataPlay（データプレイ）は、光ディスクの一種。米データプレイ社が開発した。
日本では東芝と共同出資する形で2000年9月末に日本データプレイを設立。2001年からDataPlayのマーケティングや販促活動を行った。

## 概要
直径3.2cmと非常に小型（五百円硬貨と同程度のサイズ）で、片面250MB、両面合わせて500MBの容量を持つ。記録ディスクはカートリッジに収められている。ライトワンスで、CD-Rと同じように一度書き込んだ情報は消すことができない。CDは直径12cmで700MBの容量を持つが、小型化の代償（容量の低下）はそれほど大きくなく、メディアも1枚5〜10ドル程度と割安で、発表当初はモバイル機器用の光ディスクメディアとして注目された。
様々なコンテンツを1枚のメディアに収めたり、コンテンツなどをあらかじめ記録した領域とユーザーが記録する領域を混在させることが可能で、暗号化による著作権保護機能も有していたことから音楽業界にも注目され、2002年にはDataPlayのアルバムや対応機器（プレイヤー）が販売されると報道された。
しかし、次第に米データプレイ社の資金繰りが悪化。追加融資の確保にも失敗し、2002年10月30日には事業停止の報道がなされ、広く普及することなく姿を消していった。日本データプレイのウェブサイトは2003年以降姿を消している。